# 호메루스제비나비
호메루스제비나비(학명: Papilio homerus)는 나비목 호랑나비과 호랑나비속에 속하는 나비의 일종으로, 서반구에 분포하는 나비 가운데 최대종이다. 멸종위기종으로, 본래 분포하던 곳에서는 개체군이 2개밖에 남지 않았을 정도로 심각한 위기에 놓여 있다. 자메이카 토착종으로서 국가의 상징으로 여겨지는 동시에 생태 보존 운동의 심볼이기도 하다. 과거 반세기 동안 호메루스제비나비는 다양한 자메이카의 기념우표나 자메이카 1000달러권의 도안으로 채택되기도 했다. 사는 곳이 파괴되고 불법 채집의 대상이 되면서 현재는 국제자연보전연맹의 적색 목록에서 규정한 보호종이 되었고, 국제·국가적인 수준의 보호를 받는다.
고대 그리스의 시인인 호메로스에서 이름을 따온 호메루스제비나비는 거대한 크기와 장엄한 자태를 자랑하는 나비로, 많은 연구가들이 그 수려함을 묘사하고 있다. 암컷이 수컷보다 더 크며, 날개폭은 최대 15cm까지 자랄 수 있다. 열대성 곤충으로, 성충은 아침부터 대낮에 걸쳐 활동하며, 날개는 흑갈색 바탕에 노란색 띠무늬, 청색과 적색으로 반짝이는 미세한 반점무늬가 있어서 먼 거리에서도 그 모습을 볼 수 있다.
개체 수가 적고 나무가 빽빽하게 우거진 서식환경 때문에 호메루스제비나비의 생태적, 환경적 특징을 연구한 사례는 드물며, 습성에 대해서도 거의 알려진 바가 없다. 연구가들은 추가적인 연구가 이루어져야 본종의 보존전략이 더 잘 진행될 수 있을 것이라고 주장하고 있다.